# Jacques Hurel
Jacques Paul Emile Hurel (* 26. Dezember 1939 in Landiscq; † 15. Juli 2021 in Flers (Pas-de-Calais)) war ein französischer Radrennfahrer.

## Sportliche Laufbahn
Hurel war im Straßenradsport aktiv. 1965 und 1966 gewann er das Eintagesrennen Grand Prix d’Ouverture de la Ville de Saint-Hilaire-du-Harcouët. In der nationalen Meisterschaft im Straßenrennen der Amateure 1962 wurde er beim Sieg von Francis Bazire Dritter.
Im Etappenrennen Tour de la Manche 1965 wurde er hinter Yves Vignolles Zweiter. Als Mitglied der Nationalmannschaft bestritt Hurel 1963 die Internationale Friedensfahrt. Er war nach einem Sturz ausgeschieden.
Nach der Friedensfahrt unterschrieb er einen Vertrag als Berufsfahrer im Radsportteam Pelforth-Sauvage-Lejeune, in dem Jan Janssen Kapitän war. Er blieb nur eine Saison als Radprofi aktiv.